# Каракалпакстан (міське селище)
Каракалпакстан (узб. Qaraqalpaqstan, кар. Qaraqalpaqstan) — селище в Узбекистані, у Кунградському районі Республіки Каракалпакстан, раніше відоме як Каракалпакія.
Населення 3013 мешканців (перепис 1989).
Розташоване на плато Устюрт. Залізнична станція на лінії Бейнеу — Найманкуль.